# 複合結果
複合結果（英文：Joint effect），是一種因果謬誤，是指當某些原因導致多個結果時，在多個結果之間建立因果關聯。

## 示例
例一

國家發生戰亂，小明一家人因為房子被炮火所毀而從北部逃到南部。

有可能是「國家發生戰亂」造成「房子被炮火所毀」與「從北部逃到南部」。換言之，即使房子沒被炮火所毀，小明一家人仍可能因為「國家發生戰亂」而從北部逃到南部。
例二

小華因為發高燒不退，於是發生了腦膜炎。

有可能是「細菌感染沒妥善控制」造成「發高燒不退」和「腦膜炎」。換言之，即使沒有「發高燒不退」（比如吃了很多退燒藥），小華仍可能因為「細菌感染沒妥善控制」造成「腦膜炎」。

## 外部連結
- （英文）The Logical Fallacies: Joint Effect（页面存档备份，存于）